# Xã Lyon, Quận Franklin, Missouri
Xã Lyon (tiếng Anh: Lyon Township) là một xã thuộc quận Franklin, tiểu bang Missouri, Hoa Kỳ. Năm 2010, dân số của xã này là 3.816 người.